# Egesina varia
Egesina varia är en skalbaggsart som först beskrevs av Fisher 1925.  Egesina varia ingår i släktet Egesina och familjen långhorningar. Inga underarter finns listade i Catalogue of Life.